# World Christian Encyclopedia
La World Christian Encyclopedia est un ouvrage de référence publié par Oxford University Press, qui fournit des statistiques mondiales sur le Christianisme et d'autres religions. Des données historiques et des projections de populations sont également incluses. Ces renseignements sont mis à jour périodiquement et sont publiés sur le site web de l'encyclopédie. 
David B. Barrett est à l'origine de la première édition, publiée en 1982. La deuxième édition, toujours avec David B. Barrett, a impliqué George Thomas Kurian et Todd M. Johnson. Elle a été publiée en 2001. L'équipe de recherche était initialement basée à Nairobi, au Kenya, et a plus tard déménagé à Richmond (Virginie). Malgré son nom, l'encyclopédie comprend des données d'adhésion pour de nombreuses religions non chrétiennes. Cependant, son focus est orienté sur le christianisme.
Les données incorporées dans la World Christian Encyclopedia sont disponibles en ligne sur le site web de l'encyclopédie. Une étude a révélé que les données de la World Christian Encyclopedia ont été corrélées avec d'autres sources qui offrent des estimations transnationales de statiques religieuses, mais la base de données a parfois une estimation plus élevée pour le nombre de chrétiens en comparaison à d'autres ensembles de données internationales.